# Vaggelīs Sakellariou
Euaggelos Mikhail Sakellariou, detto Vaggelīs (in greco Ευάγγελος Σακελλαρίου?; Atene, 4 agosto 1989), è un ex cestista greco.
Gioca come playmaker-guardia, è alto 1,95 m e pesa 98 kg.

## Carriera
Cresciuto in patria nell'Egaleo, è approdato in Italia nell'aprile 2008, dapprima in prova e poi ufficializzato nell'organico dell'AIR Avellino.
Lo staff tecnico e dirigenziale del sodalizio irpino, convinto delle sue potenzialità gli ha offerto un contratto triennale, puntando a far emergere le sue già più che discrete doti nel palleggio, nella penetrazione, nel tiro e nella visione di gioco.
Il 31 luglio 2018, firma un contratto annuale con opzione sul secondo con il Panathīnaïkos.

### Nazionale giovanile
Con la nazionale giovanile greca ha partecipato al Campionato Europeo Under20 FIBA 2008, ben figurando anche contro avversari aventi già alle spalle esperienze in campo professionistico.
I numeri parlano di buone medie realizzative (10,2 punti), a rimbalzo (4,5), assist (2,2) e palle rubate (2,3, al 3º posto nel torneo), in 6 gare disputate.

## Palmares

### Club
- Campionato greco: 1

Panathinaikos: 2018-19
- Coppa di Grecia: 1

Panathinaikos: 2018-19
- A2 Basket League: 1

Paniōnios: 2016-2017